# ZII
| Оценки критиков | Оценки критиков |
| Источник        | Оценка          |
| --------------- | --------------- |
| AllMusic        | [ 1 ]           |
| Dead Press!     | [ 2 ]           |
| Distorted Sound | 8/10            |
| Metal Injection | [ 4 ]           |
| Rock 'N' Load   | 10/10           |
| Wall of Sound   | 8.5/10          |

ZII (или Zombie II) — третий мини-альбом американской металкор группы The Devil Wears Prada, выпущенный 21 мая 2021 года на звукозаписывающем лейбле Solid State Records.
Это первый альбом группы с участием басиста Мэйсона Наги (англ. Mason Nagy).

## Список композиций
Все тексты написаны Майком Граника (англ. Mike Hranica) и Джонатаном Герингом (англ. Jonathan Gering), вся музыка написана The Devil Wears Prada.
| №                   | Название            | Длительность |
| ------------------- | ------------------- | ------------ |
| 1.                  | «Nightfall»         | 4:28         |
| 2.                  | «Forlorn»           | 4:00         |
| 3.                  | «Termination»       | 3:21         |
| 4.                  | «Nora»              | 3:54         |
| 5.                  | «Contagion»         | 4:54         |
| Общая длительность: | Общая длительность: | 20:38        |

## Участники записи

### Состав группы
- Майк Граника (англ. Mike Hranica) — ведущий вокал.
- Кайл Сайпресс (англ. Kyle Sipress) — соло-гитара, бэк-вокал.
- Джереми ДеПойстер (англ. Jeremy DePoyster) — ритм-гитара, чистый вокал.
- Мэйсон Наги (англ. Mason Nagy) — бас-гитара.
- Джонатан Геринг (англ. Jonathan Gering) — клавишные, синтезатор, программирование, бэк-вокал.
- Джузеппе Каполупо (англ. Giuseppe Capolupo) — ударные.

## Позиции в чартах
| Чарт (2021)                          | Наивысшая позиция |
| ------------------------------------ | ----------------- |
| США (Billboard 200)                  | 110               |
| США (Billboard Independent Albums)   | 15                |
| США (Billboard Top Hard Rock Albums) | 4                 |
| США (Billboard Top Rock Albums)      | 16                |